# Hop (filme)
Hop (prt: Hop; bra: Hop - Rebelde sem Páscoa) é um filme animado e longa-metragem da Universal Studios e Illumination Entertainment. É dirigido pelo diretor de Alvin e os Esquilos Tim Hill e produzido pelo produtor de Meu Malvado Favorito Chris Meledandri, e estrelas como: James Marsden, Kaley Cuoco, Tiffany Espensen, Chelsea Handler, Elizabeth Perkins, Gary Cole, David Hasselhoff, Elizabeth Howard, Coleton Ray e Russell Brand com vozes de Russell Brand, Hugh Hefner, Hugh Laurie, John Cohen, Janet Healy, Hank Azaria e Django Marsh.
Em Portugal, Hop estreou em 7 de abril de 2011, e no Brasil, em 21 de abril de 2011.

## Enredo
Na Ilha da Páscoa, um jovem coelho chamado Júnior (E.B. no original) não quer ser o sucessor de seu pai, o Coelho da Páscoa, e sim um baterista de sucesso.
Ele acaba fugindo para Hollywood e, em Van Nuys, é atropelado por Fred, um preguiçoso desempregado que foi expulso de casa pelos  pais e estava indo tomar conta da mansão do chefe de sua irmã Sam. Enquanto isso, o pintinho francês Carlos, segundo comandante do Coelho da Páscoa, planeja um golpe de Estado contra ele para assumir o comando.
Fingindo que está com a pata machucada, Júnior consegue abrigo com Fred, que deseja se livrar dele após várias estragos causados. Ao revelar que é um autêntico coelho da Páscoa, Júnior ganha a amizade de Fred, que promete ajudá-lo a realizar seu sonho. No entanto, como Júnior não quer seguir os passos de seu pai, Fred tem a inusitada idéia de se tornar o primeiro coelho da páscoa  humano, pedindo que ele o treine para o cargo.

## Elenco

### Atores/Live action
- James Marsden como Frederick "Fred" O'Hare  (Fred Lebre, no Brasil)
  - Coleton Ray como o jovem Fred
- Kaley Cuoco como Samantha "Sam" O'Hare (Sam Lebre, no Brasil), irmã de Fred
- Gary Cole como Henry O'Hare (Henry Lebre, no Brasil), pai de Fred
- Elizabeth Perkins como Bonnie O'Hare (Bonnie Lebre, no Brasil), mãe de Fred
- Tiffany Espensen como Alexandra "Alex" O'Hare (Alex Lebre, no Brasil), irmã de Fred
- David Hasselhoff como Ele mesmo, apresentador do "Hoff Knows Talent"
- Chelsea Handler como Sra. Beck
- Dustin Ybarra como Cody
- Russell Brand como assistente de produção do "Hoff Knows Talent"

### Vozes
- Russell Brand como E.B. (Júnior no Brasil; C.P. em Portugal)
  - Django Marsh como o jovem Júnior
- Hugh Laurie como Sr. Coelho, o Coelho da Páscoa
- Hank Azaria como Carlos
  - Azaria também dá voz a Phil
- Janet Healy como as Boinas Rosas

## Recepção
No site agregador de críticas Rotten Tomatoes, 25% das 34 resenhas dos críticos são positivas. O consenso diz: “É impressionantemente animado, mas o roteiro (...) é tão sem inspiração que seu assalto frenético nem mesmo James Marsden pode dar qualquer salto".